# Соловйов Володимир Ісаакович
Соловйов Володимир Ісаакович  (народився у 1942 році в Ташкенті, СРСР) — російсько-американський письменник, журналіст, політолог, мемуарист, критик; автор сотень статей та безлічі книг, деякі написані у співавторстві з дружиною Оленою Клепікової. Книги видані 12 мовами в 13 країнах — США, Аргентині, Бразилії, Росії, Японії, Китаї, Німеччині, Великій Британії, Італії, Швеції, Фінляндії та ін. Жив у Ленінграді і Москві, з 1977 року живе з дружиною Оленою Клепікової в Нью-Йорку, США.

## Біографія
Народився 20 лютого 1942 року в Ташкенті, де його батько Ісак Якович Соловйов (1902—1966) служив в прикордонних військах, а мати Марія Захарєвна Соловйова (1911—1990) була медсестрою. Саме з прикордонною службою батька на кордоні з Китаєм і Монголією пов'язано народження Володимира Соловйова і раннє дитинство в Середній Азії (Ташкент, Фрунзе). Після відставки В. Я. Соловйова у званні підполковника сім'я переїжджає в 1949 році в Ленінград, де Володимир Соловйов кінчає школу № 281 (1959). Через 4 роки він одружується на своїй колишній однокласниці Олені Клепікової, яка, як і він, стане письменником і журналістом. Їх єдиний син Юджин Соловйов, поет і галерист, живе в місті Sitka, єдиний російський цієї колишньої столиці російської Аляски.
Свою професійну літературно-журналістську та публіцистичну діяльність Володимир Соловйов почав з восьмого класу, в 15 років, з публікацій в ленінградській молодіжній газеті «Зміна», а потім і в інших газетах міста — «Ленінградська правда» і «Вечірній Ленінград», спеціалізуючись на літературній і художній критиці: портрети письменників і художників, рецензії на нові книги, театральні прем'єри та художні вернісажі, репортажі та інтерв'ю з діячами культури. Один з його улюблених жанрів — «путівка в життя» молодим талантам: артистам, режисерам, художникам і письменникам. Так, в 1962 році він відкриває Михайла Шемякіна — його стаття про нього перша публікація про художника. З тих пір Соловйова і Шемякіна пов'язує тісна дружба, він опублікував у періодиці безліч мемуарно-аналітичних есе про Шемякине, які пізніше увійшли до його книги. Як і про інших письменників і художників, з якими його пов'язували дружні і близькі стосунки — Йосипа Бродського, Сергія Довлатове, Фазиле Іскандер, Євгена Євтушенка, Євгенії Рейні, Юнне Моріц, Олександра Кушнере, Андрія Битове, Володимирі Войновиче, Анатолії Эфросе, Бориса Слуцькому, Олександра Межирове, Олександра Володине, Булаті Окуджаві, Зої Межировой, Юзьо Алешковськом, Василя Шукшина, Андрія Тарковського та ін. Мемуарно-аналітичний портретний жанр — серед його фаворитних. Це — забігаючи вперед. А тоді про феномен Володимира Соловйова — самому молодому професійному журналіста в країні — пише центральна преса.
З 1960 року в штаті газети «Зміна» — редактор відділу культури та мистецтва. З 1961 по 1965 рік — завідувач літературної частини ленінградського Тюгу — паралельно навчанню в Інституті живопису, скульптури і архітектури Академії мистецтв на факультеті теорії та історії мистецтва, який закінчує в 1965 році з кваліфікацією мистецтвознавця (1965). Ще через кілька років захищає дисертацію «Проблематика і поетика п'єс Пушкіна» в Інституті театру, музики і кінематографії з присудженням йому ступеня кандидата мистецтвознавства (1973). Хоча по розділах (в скороченні) пушкінська дисертація Володимира Соловйова надруковано в журналах — «Питання літератури», «Театр», «Нева», «Аврора», «Північ», престижний збірник «У світі Пушкіна» (за винятком непрохідною голови про пізньому вплив на Пушкіна иенских романтиків), повністю книга так і не була видана, зарубленная в кількох видавництвах з цензурних міркувань. Як і інші його книги, хоча вони були попередньо повідомлені численними публікаціями в періодиці та на підставі цих публікацій з автором були укладені договори з виплатою авансу — про сучасній літературі («Радянський письменник»), про російських поетів («Художня література»), про Петрове-Водкине (ЖЗЛ, «Молода гвардія»), аж до вільно написаного, суб'єктивного гіда по Ленінграду («Мистецтво»). Сюжети, концепції і стиль Володимира Соловйова, прийнятні і толерантні до певної міри в журналах-гладунів і газетах, які існували в конкурентному полі і хоч в якійсь мірі залежали від читачів, підписки і роздробу, потрапляли під табу у видавництвах, які перебували на державних дотаціях, що загострювало конфлікт молодого автора з офіційною літературою.
Єдина книга, яку йому вдалося випустити в Радянському Союзі незадовго до вимушеної еміграції, — антологія російської дореволюційної сатири «Муза полум'яної сатири» (упорядкування, передмова, коментарі), та й то зі значними цензурними втратами. (див. Бібліографію) Однак Володимир Соловйов настільки багато і всюди друкувався, ставши відомим на всю країну літературним і художнім критиком і публіцистом, що, не маючи книжки, був прийнятий в професійні творчі спілки — Спілка письменників і СОТ (Всеросійське театральне товариство), з яких виключений після створення першого і єдиного за всю радянську історію незалежного інформаційного агентства «Соловйов-Клепікова-прес» (1977).
Крім поточної критики, діапазон жанрових і тематичних інтересів Володимира Соловйова був досить широкий і різноманітний: сучасна література, історія літератури, культурологія, театр, образотворче мистецтво. З цієї причини, він друкується не тільки в центральних журналах і газетах — «Новому світі», «Юності», «Прапора», «Зірці», «Дружбу народів», «Літературному огляді», «Неві», «Аврорі», «Літературній газеті», «Комсомольській правді», «Известиях», аж до «Правди» (тільки одного разу — стаття про Шукшина), але і в таких спеціалізованих виданнях, як «Питання літератури» (історія літератури і сучасна поезія), «Творчість» (реабілітаційні статті про художників-емігрантів (Олександр Бенуа, Костянтин Сомов, Юрій Анненков та ін), «Театр» (статті про російської драматургії і поточна театральна критика), «Мистецтво кіно» (портрети Шукшина, Тарковського, рецензії на фільми). Жанри-фаворити: рецензія, портрет, огляд, проблемна стаття, наукове дослідження, аж до полеміки, як ні проблематичним саме існування цього жанру в підцензурній радянській періодиці.
Полеміка — це лазівка, яка давала можливість Володимиру Соловйову для неортодоксальних висловлювань, неможливих в рутинній формі статті або рецензії. Аж до свого від'їзду з СРСР, Володимир Соловйов був головним полемістом в літературному світі країни, використовуючи такі легальні форми, як «Дві думки», діалог, уявний розмову з письменником або навіть з самим собою (згодом такі вигадані діалоги — Аз і Буки — включені до книги Володимира Соловйова), дискусія, аж до великого, типу статті, «листи до редакції» або «відкритого листа». Володимир Соловйов не просто бере участь у диспутах та дискусіях, але часто є їх ініціатором. Так, саме з його статті «Необхідні протиріччя в поезії» починається і триває більше року дискусія про сучасну поезію в «Лементах» (кличка «Питань літератури»), з перехлестом в інші видання. Наприклад, у відповідь на цю статтю Володимира Соловйова реакційний журнал «Молода гвардія» друкує погромну статтю про нього. Адже навіть звичайні його статті, через їх провокативність і скандальності, багато видань часто супроводжували і супроводжують досі застереженням — відмежуванням, типу «На всяк випадок підкреслюємо, що думка редакції не обов'язково збігається з думкою автора статті».
Більше того, дебют Володимира Соловйова-полеміста відбувся не на літературний, а швидше на суспільно-політичній ниві, коли йому було всього дев'ятнадцять років — на диспуті «Комсомольської правди». Це його виступ прозвучало по тим часам сміливо, зухвало і провокативно, але тим не менше майже повністю опубліковано під назвою «Не уподібнюватися білку в колесі» з повідомленням читачів, що «викликало суперечки, які довго тривали і в залі, і на трибуні, і в кулуарах». Власне, з цього виступу і почалася всесоюзна слава молодого письменника.
Знову-таки забігаючи вперед: своє мистецтво полеміста Володимир Соловйов відточує в емігрантській пресі, де чи не кожна його стаття викликає суперечки, часто з переходом на особистість автора. Гострі і парадоксальні твори, вони викликають шквальну полеміку на межі справжнього літературного скандалу. Зокрема, це відноситься до періоду його тісної співпраці з «Новим російським словом», флагманом вільної російській пресі в Америці (1977—2010), коли, за словами одного з учасників чергової дискусії округ його виступу, навіть якщо Володимир Соловйов напише про погоду, тут же почнеться суперечка. Приміром, більше місяця тривала дискусія навколо російського оригіналу статті Володимира Соловйова і Олени Клепікової, англійський варіант якої був опублікований у «Нью-Йорк таймс» відразу після їх приїзду в США. Або інший приклад — через майже чверть століття, у 2001 році на радіо «Народна хвиля» (філія «Нового російського слова») відбувся двогодинний радіоміст у зв'язку з виходом у Росії великого фоліанта Володимира Соловйова — фактично три книги під однією обкладинкою — «Роман з епіграфами. Варіанти любові. Довлатов на автовідповідачі» (див. Бібліографію), за участю автора та підключенням гостей з різних міст та університетів США і Росії.
Як взірець його полемічного майстерності можна навести дві пов'язані між собою статті в цій газеті — «На захист Сергія Довлатова» і «На захист Володимира Соловйова», які згодом увійшли в їх співавторську з Оленою Клепікової книгу «Бути Сергієм Довлатовим. Трагедія веселої людини» (2014). З настанням гласності і відновленням письменницької та журналістської активності на батьківщині затребувані книги і статті Володимира Соловйова знову-таки викликають суперечки, а іноді і нападки, переходять у інсинуації, на які Володимир Соловйов зрідка і вимушено відповідає, як, наприклад, останній приклад — у статті «Нижче плінтуса» в «НГ — Ex Libris»
З кінця 60-х, а точніше з окупації Чехословаччини у серпні 1968 року, коли в країні відбувається поступовий відхід від колишніх щодо ліберальних суспільних і літературних принципів, що виникають тим не менш альтернативні друковані майданчики, куди спрямовуються опозиційні письменники: Володимир Соловйов — серед них. Він друкується в периферійних «гладунів», типу «Півночі» або «Волги», або в таких журналах-маргіналів, як «Наука і Релігія», «Дитяча література», «Сім'я і школа» та ін. Крім іншого, це дозволяє обом фриленсерам — Володимиру Соловйову і Олені Клепікової матеріально втриматися на плаву. Однак подальше посилення КДБ, цензури і загальне закручування гайок у 70-ті роки, коли політична і суспільна атмосфера в країні круто змінюється і забороняються вже набрані твору (наприклад, статті Володимира Соловйова про Тынянове в «Питаннях літератури» і про Зощенка в «Аврорі»), роблять існування цього автора в офіційній літературі все більш проблематичним. Переїзд з загебізованого Ленінграда в більш ліберальну Москви не досягає тим не менше очікуваного ефекту, і автор дає собі волю і пише, що називається, «у стіл», не думаючи про публікації своїх творів «по батькові білих головок» (Бродський), а деякі пускаючи в самвидав. Цим пояснюється жанрове розкріпачення Володимира Соловйова — перехід від літературної та художньої критики до сповідальної прози. Так виникають пізніше опубліковані на Заході «Кваплива проза — 1968», «Роман з епіграфами, або Втіха в сльозах», пізніше перейменований в «Три єврея» роман-епізод «Не плач про мене…», оповідання «Арешт по телефону», «Трамвайний квиток», «Хто next» та інші твори. Пізніше, з настанням гласності, вони були видані і багато разів перевидані в Петербурзі і Москві. (Див. Бібліографію)
Неможливість повноцінно продовжувати літературну діяльність примушує Володимира Соловйова і Олену Клепікову до відкритої конфронтації з владою, коли вони збирають прес-конференцію і роблять заяву про свавілля цензури і розгул антисемітизму, а трохи пізніше навесні 1977 року створюють незалежне інформаційне агентство «Соловйов-Клепікова-Прес», чиї бюлетені широко публікуються в пресі. Одна тільки «Нью-Йорк таймс» друкує не тільки повідомлення агентства, але і велику статтю про його творців з їх портретом на Front Page. (19) Повідомлення «Соловйов-Клепікова-Прес» повертаються на батьківщину в зворотному перекладі на «вражим голосам» — Голосу Америки, Німецької хвилі, Бі-бі-Сі та інш. Його творців виключають з професійних об'єднань — Спілки письменників, Спілки журналістів та навіть СОТ. Проти них починаються гоніння, «Літературна газета» починає цькування Володимира Соловйова, публікуючи погромну статтю-заказуху, інспіровану КДБ. Стеження, шантаж, погрози і навіть замах на Олену Клепікову (скинутий на неї з даху шматок цементу), а зрештою ультиматум — письменницька пара поставлена перед вибором: негайно забиратися на Захід або вони будуть відправлені на Схід (суд, в'язниця, заслання) — все це змушує подружжя письменників покинути країну. Докладно цей дисидентський етап життя подружжя описаний в главі «Соловйов-Клепікова-прес» у книзі Володимира Соловйова «Записки скорпіона. Роман з пам'яттю» (див. Бібліографію) і в розділі «Fathers and Sons» в книзі «Russia. Broken Idols, Solemn Dreams» двічі лауреата Пулітцерівської премії Девіда Шиплера з «Нью-Йорк Таймс».
Через пару тижнів після приїзду в США 4 жовтня 1977 року «Нью-Йорк таймс» публікує першу політичну статтю Володимира Соловйова і Олени Клепікової. З тих пір їх статті — спільні і сольні, — присвячені головним чином Радянському Союзу і Східній Європі, регулярно друкуються в провідних американських газетах — Wall Street Journal, NY Daily News, Los Angeles Times, Chicago Tribune, Chicago Sun-Times, Christian Science Monitor, Boston Globe, San Francisco Chronicle, Sacramento Bee і в престижних журналах — New Leader, Dissent, Newsweek, Midstream, WorldView, Partisan Review, Antioch Revew, Michigan Quaterly Review, American Spectator та ін. Два найбільших в США новинних синдикату — Pacific News Syndicate і Independent News Alliance/United Feature Syndicate — набувають права на розповсюдження статей Володимира Соловйова і Олени Клепікової серед своїх клієнтів — американських ЗМІ.
Починаючи з 1983 року, одна за одною — спочатку в США по–англійськи, а потім в перекладах на інші мови в інших країнах (12 мов, 13 країн) — виходять політологічні трилери Володимира Соловйова і Олени Клепікової «Yuri Andropov: A Secret Passage into the Kremlin», «Behind the High Kremlin Walls», «Boris Yeltzin. Political Biography» та інші. Книги мають успіх і отримують високу оцінку в американській пресі. Приміром, «Нью-Йорк Таймс» називає їх книгу про Єльцина «the most insightful study to date of what makes Mr. Yeltsin tick». Книга про Андропова стала «книгою місяця» і перевидана однойменним клубом — одне з літературних відмінностей в США. Відомі американські політологи і журналісти дають загальну характеристику журналістським дослідженням подружжя-авторів: «Соловйов і Клепікова оголюють динаміку кремлівської боротьби за владу — то, що ніколи не зустрінеш ні в підручниках, ні в американській пресі про Радянському Союзі», — пише в «Нью-Йорк пост» дуаєн американської журналістики Макс Лернер, а ветеран-радянолог з «Нью-Йорк таймс» Гаррісон Солсбері називає їх «виключно талановитими експертами з міцної і завидною репутацією»: «…внесок Володимира Соловйова і Олени Клепікової у справу вивчення та дослідження СРСР по своїй якості і аналітичного рівня є неперевершеним з часу їх приїзду в Америку» (у дослівному перекладі з англійської).
З початком гласності ці політологічні дослідження з'являються і в Росії мовою оригіналу — спочатку в періодиці, потім нелегальними виданнями (контрабандна брошура «Горбачов: шлях на верх» повсюдно продається на вулицях Москви та Петербурга) і, нарешті, багатотиражними книгами — «Змовники в Кремлі», «Борис Єльцин: Політичні метаморфози», «Юрій Андропов: таємний хід в Кремль». З початку 90-х і особливо рясно у новому сторіччі у Володимира Соловйова вийшло в Росії 26 книжок.
В 1990 — 91 року Володимир Соловйов разом з Оленою Клепікової кілька разів приїжджають в Росію — перший раз за запрошення на Набоковской конференцію, а потім для збору матеріалів на договірну книгу про Єльцина.
Паралельно з роботою для американських видань, Володимир Соловйов продовжує публікувати російською прозу, публіцистику та критику: «Нове російське слово», «Королівський журнал», «Вечірній Нью-Йорк», «Слово», «Новий американець», «В новому світі», «Комсомольская правда в Америці», «Російський базар», «Метро», «Час і ми» (Нью-Йорк), «Панорама» (Лос-Анджелес), «До речі» (Сан-Франциско), «Двадцять два» (Ізраїль) та ін, а з настанням гласності аж до теперішнього часу в російських виданнях: «Цілком таємно», «Столиця», «Вечірня Москва», «Літературна газета», «Літературна Росія», «Московський комсомолець», «Незалежна газета», «Нова газета», «Жовтень», «Нева», «Петрополь» та ін.
У ряді видань у нього щотижнева рубрика «Парадокси Володимира Соловйова», яку він переносить на телеекран і радіоефір (WMRB). Для цієї ж телестанції створює фільм двогодинний фільм «Мій сусід Сергій Довлатов», з успішною прем'єрою на великому екрані на Манхеттені і позитивними відгуками. Цей перший повнометражний фільм про Довлатове доступний зараз на відео і дисках. Разом з Оленою Клепікової вони є головними учасниками російського телефільму фільму «Острів по імені Бродський» (Москва, 1-ий канал).
Володимир Соловйов регулярно дає інтерв'ю ТБ, радіо, інтернетним і паперовими виданнями (див. Посилання). Творчі вечори — сольні і дуетом з Оленою Клепікової — в бібліотеках і салонах Нью-Йорка, Лонг-Айленд, Нью-Джерсі, Пенсильванії та ін. — у зв'язку з виходом нових книг, а в кінці 2014 року турне з авторськими концертами по Силіконовій долині (Каліфорнія). (27) За два роки, до кінця 2014 по кінець 2016, у Володимира Соловйова вийшло в Москві рекордну кількість книг — дев'ять, включаючи сольні та написані у співавторстві з Оленою Клепікової. Серед них — мемуарно-дослідне п'ятикнижжя «Пам'яті живих і мертвих», «Дональд Трамп. Битва за Білий дім» і «США. Pro et contra. Очима російських американців».

## Фільми
- Мій сусід Сергій Довлатов
- Сімейна хроніка батька і сина Тарковських
- Парадокси Володимира Соловйова